# Anomala decolor
Anomala decolor är en skalbaggsart som beskrevs av Bates 1888. Anomala decolor ingår i släktet Anomala och familjen Rutelidae. Inga underarter finns listade i Catalogue of Life.